# Chapelle Saint-Jean-Népomucène de Sombor
La chapelle Saint-Jean-Népomucène de Sombor (en serbe cyrillique : Капела Светог Јована Непомука у Сомбору ; en serbe latin : Kapela Svetog Jovana Nepomuka u Somboru) est une chapelle catholique située à Sombor et dans le district de Bačka occidentale, en Serbie. Elle est inscrite sur la liste des monuments culturels de grande importance de la république de Serbie (identifiant no SK 1456).

## Présentation
Selon la chronique de Bona Mihalović de 1787, la chapelle a été construite en 1751 ; cette petite construction est de style rococo.
L'édifice s'inscrit dans un plan elliptique, est doté d'un dôme avec une lanterne et dispose de quatre fenêtres. La décoration de la façade est constituée de stuc.
L'intérieur est décoré de façon plus élaborée, avec des pilastres surmontés de chapiteaux ioniques, des murs en marbre au nord-est et au sud-est, un pavement en marbre et des ornements peints de style rococo. La chapelle abrite de nombreux éléments polychromes, dont des vitraux. La niche de l'autel abrite l'arche de Saint Jean Népomucène.
Des travaux de restauration ont été réalisés sur l'édifice en 1993.